# Geoff Owens
Geoffrey „Geoff” Owens (ur. 1 marca 1978 w Voorhees) – amerykański koszykarz występujący na pozycji środkowego.
W 2001 roku przystąpił do draftu NBA, nie został w nim wybrany przez żaden z zespołów. 31 października 2002 został wybrany z 4. rundzie draftu D-League przez zespół Roanoke Dazzle z numerem 25.
W 2003 roku wziął udział w obozie szkoleniowym Cleveland Cavaliers.

## Osiągnięcia
NCAA
- Uczestnik turnieju NCAA (1999, 2000)
- Mistrz sezonu zasadniczego Ivy League (1999, 2000)

Indywidualne
- Lider PLK w blokach (2002)[3]